# Пицца в бублике
Пицца в бублике (англ. Pizza bagel) — закуска, напоминающая пиццу, придуманная в Соединенных Штатах. Представляет собой бублик или бейгл с начинками для пиццы.

## История
Принято считать, что в 1974 году в ресторане Western Bagel в Вудленд-Хиллз, Калифорния, 17-летний продавец Брюс Трейтман создал то, что сейчас известно как пицца в бублике: приплюснутый бублик с соусом маринара и сыром моцарелла.
В начале 2014 года пекарня Katz Bagel Bakery в Челси, штат Массачусетс, заявила, что Гарри Кац изобрел разновидность пиццы в бублике в 1970 году. В отличие от традиционных вариантов пиццы в бублике, версия Каца похожа на миниатюрную пиццу. Кац использовал тесто для бубликов без дырочки, заправленное сыром и томатным соусом.
Сообщалось также, что некто Энтони ДеМауро изобрел пиццу в бублике в 1959 году в пекарне Amster’s Bagel Bakery (ныне закрытой) в Южном Юклиде, штат Огайо. Однако только 26 мая 1970 года компания Amster Pizza Bagel, Inc. подала заявку на регистрацию Pizza Bagels в Бюро регистрации авторских прав США. 1 октября 1970 г. компания Amster Pizza Bagel, Inc. зарегистрировала продукт, который содержит 6 замороженных пицц в бубликах в картонных коробках с массой нетто 11 унций (310 г).

## Приготовление
Бублики вымачиваются в молоке 5-10 минут, но несколько штук чуть дольше, они будут необходимы, что сформировать у пиццы дно. Начинка может быть разная: мясной фарш или колбаса/ветчина, свежие овощи, грибы. Она нарезается мелкими кусочками, заправляется майонезом, кетчупом или другим соусом, перемешивается. Бублики, которые долго пролежали в молоке и хорошо размякли, разминаются вилкой, эта масса первой укладывается в бублики, затем начинка и сверху, обычно, тёртый сыр. Изделие выпекается в духовке.
В некоторых рецептах бублики разрезаются на две части вдоль и на каждую половинку укладывается начинка.
Также вместо бубликов нередко используют сушки.

## Сленг
Термин «пицца в бублике» или «пицца-бублик» (рizza bagel) также на сленге означает человека итальяно-еврейского происхождения. Вероятно, это связано с тем, что пицца — это итальянское блюдо, а бублики или бейглы имеют еврейское происхождение.